# هینریش لوهس
هینریش لوهس (۲ سپتامبر ۱۸۹۶ – ۲۵ فوریه ۱۹۶۴) سیاست‌مدار آلمان نازی بود که به خاطر نقشش در رویدادهای جنگ جهانی دوم در کشورهای حوزه دریای بالتیک شناخته می‌شود و به عنوان جنایتکار جنگی محاکمه شد.

## در کشورهای حوزه بالتیک

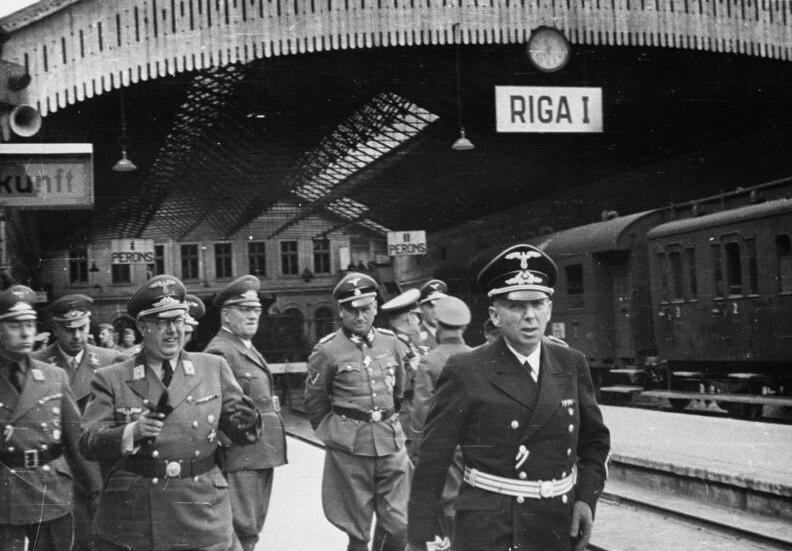
هینریش لوهس در سال 1962

در ۲۵ ژوئیه ۱۹۴۱، پس از اشغال کشورهای بالتیک توسط آلمان که در تسخیر اتحاد جماهیر شوروی بودند، لوهس به عنوان «رایخس‌کومیسار برای اوستلاند» گماشته شد. لوهس وظایف خود را در گائو شلسویگ-هولشتاین حفظ کرد و میان دو دفتر خود در ریگا و کیل رفت و برگشت می‌کرد. به عنوان رایخس‌کومیسار برای اوستلاند و معاون آلفرد روزنبرگ، وی مسئول اجرای سیاست‌های آلمانی‌سازی نازی‌ها طبق طرح جامع برای شرق بود: کشتن تقریباً همه یهودیان، کولی‌ها و کمونیست‌ها و سرکوب مردم محلی از موارد ضروری آن به‌شمار می‌رفتند. لوهس مستقیماً مسئول اقدامات کشتاری، همچون نیروهای پلیس و آینزاتس‌گروپن تحت کنترل اس‌اس-بریگادفورر فرانتس اشتالکر، و بعدها رهبر اس‌اس و پلیس و فریدریش یکلن، سازمان دهنده اصلی کشتار رومبولا، نبود.

## زندگی پس از جنگ
پس از قرارداد تسلیم آلمان در ۷ مه ۱۹۴۵، لوهس توسط نیروی زمینی بریتانیا دستگیر شد. در ۱۹۴۸، او به ۱۰ سال زندان محکوم شد ولی در ۱۹۵۱ به دلیل بیماری آزاد شد. دادستان‌های آلمانی دو اقامه دعوا علیه او صورت دادند که باعث شد او به مزایای بازنشستگی نرسد. وی سال‌های باقی‌مانده زندگی خود را در موهلنباربک گذراند و در زادگاهش در گذشت.